# 斷線雙邊魚
斷線雙邊魚為輻鰭魚綱鱸形目鱸亞目雙邊魚科的其中一個種，分布於亞洲大洋洲印尼，菲律賓、新幾內亞、萬那杜、新喀里多尼亞、澳洲北部與安達曼海的淡水及半鹹水水域，體長可達12公分，生活在河口、紅樹林、溪流，以甲殼類、水生昆蟲、小魚等為食，可做為食用魚。